# بديل بن ميسرة العقيلي
بديل بن ميسرة العقيلي البصري، تابعي ومحدث من الثقات، روى له الجماعة سوى البخاري. وتوفي عام 125 هـ، وقيل 130 هـ.

## روايته للحديث النبوي
- روى عن: أنس بن مالك، وأبي الجوزاء أوس بن عَبْد اللَّهِ الربعي، والحسن بن سملم بْن يناق، وشهر بن حوشب، وعَبْد اللَّهِ بْن شقيق العقيلي، وعبد الله بْن الصامت الغفاري، وعَبْد اللَّهِ بن عُبَيد بن عُمَير، وعبد الكريم بْن عَبْد اللَّهِ بْن شقيق العقيلي، وعطاء بن أبي رباح، وعلي بْن أَبي طلحة، وأبي العالية البراء، وأبي عطية مولى بني عقيل، وأبي الوضئ القيسي، ودقرة غالب وصفية بنت شيبة، وقيل: عَنِ المغيرة بن حكيم، عنها.
- روى عنه: أبان بن يزيد العطار، وإبراهيم بن طهمان، وإسماعيل بن أبي خالد، وهو من أقرانه، والحسن بابي جعفر الجفري، وحسين بْن ذكوان المعلم، وحماد بن زيد، وشعبة بن الحجاج، وابناه عَبْد اللَّهِ بْن بديل بْن ميسرة، وعبد الرحمن بْن بديل بْن ميسرة، وعبد السلام بن حرب الملائي، وقتادة بن دعامة، ومات قبله، وقرة بن خالد، ومحمد بْن أَبي حفصة، ومنصور بْن سعد البَصْرِيّ، وموسى بْن سروان، وهارون بن موسى النحوي، وهشام الدستوائي، وأَبُو عَمْرو بْن العلاء المازني النحوي.[1]
- الجرح والتعديل: قال يحيى بن معين: «ثقة». وقال النسائي وأبو حاتم الرازي: «صدوق»، روى له الجماعة سوى البخاري.[1]